# Kiersztanowo (Grunwald)
Kiersztanowo (deutsch Groß Kirsteinsdorf) ist ein Ort in der polnischen Woiwodschaft Ermland-Masuren. Er gehört zur Gmina Grunwald (Landgemeinde Grünfelde) im Powiat Ostródzki (Kreis Osterode in Ostpreußen).

## Geographische Lage
Das Gut Kerstendorf – um 1785 Kirsteinsdorf, nach 1785 Groß Kirsteinsdorf – wurde 1325 begründet, als der Komtur von Christburg (polnisch Dzierzgoń), Herzog Luther von Braunschweig, an Hans von Otatz, Peter von Gierswalde, Berthold von Fürstenau und vier anderen Männern 400 Hufen zur Siedlung übereignete. Längere Zeit war es im Besitz der Familie Birckhahn, der Familie Finck von Finckenstein und der Freiherren von Schleinitz. Nachfolger war Baron von Plötz, der wohl Bankrott machte, denn nach dem Tod auch seiner Witwe übernahm 1901 der Staat das Anwesen mit immerhin noch 907 Hektar Land. Nach der Herausnahme des Vorwerks Klein Kirsteinsdorf (polnisch Kiersztanówko), das ausgesiedelt wurde, verpachtete der Staat die restlichen 700 Hektar an den Engländer John Peacock, der sich mit Vieh- und Pferdezucht befasste. Zum Gut gehörten eine Brennerei, eine Mühle und ein Sägewerk.
Im Jahre 1874 wurde der Gutsbezirk Groß Kirsteinsdorf in den neu errichteten Amtsbezirk Reichenau (polnisch Rychnowo) im Kreis Osterode in Ostpreußen eingegliedert.
354 Einwohner waren im Jahre 1910 in Groß Kirsteinsdorf registriert. Ihre Zahl stieg bis 1933 auf 411 und belief sich 1939 auf 355.
Mit dem gesamten südlichen Ostpreußen wurde Groß Kirsteinsdorf 1945 in Kriegsfolge an Polen übereignet. Der Ort erhielt die polnische Namensform „Kiersztanowo“ und ist heute eine Ortschaft im Verbund der Gmina Grunwald (Landgemeinde Grünfelde, mit Sitz in Gierzwałd (Geierswalde)) im Powiat Ostródzki (Kreis Osterode in Ostpreußen), bis 1998 der Woiwodschaft Olsztyn, seither der Woiwodschaft Ermland-Masuren (mit Sitz in Olsztyn (Allenstein)) zugehörig.
Das 1900 errichtete Gutshaus ist noch vorhanden. Auch unter den Wirtschaftsgebäuden ein eindrucksvoller Speicher aus dem Jahre 1870.

## Kirche

### Kirchengebäude
Im Jahre 1812 zerstörten französische Truppen die alte Kirche in Groß Kirsteinsdorf. Gutsbesitzer und Kirchenpatron Baron Adalbert von Plötz initiierte 1982 den Bau einer neuen Kirche, die am 26. Oktober 1893 eingeweiht werden konnte: ein Backsteinbau mit abseits stehendem Glockenstuhl. Die Kirche, die bis 1945 evangelisches und jetzt römisch-katholisches Gotteshaus ist, befindet sich in einem ordentlichen Zustand.

### Kirchengemeinde

#### Evangelisch

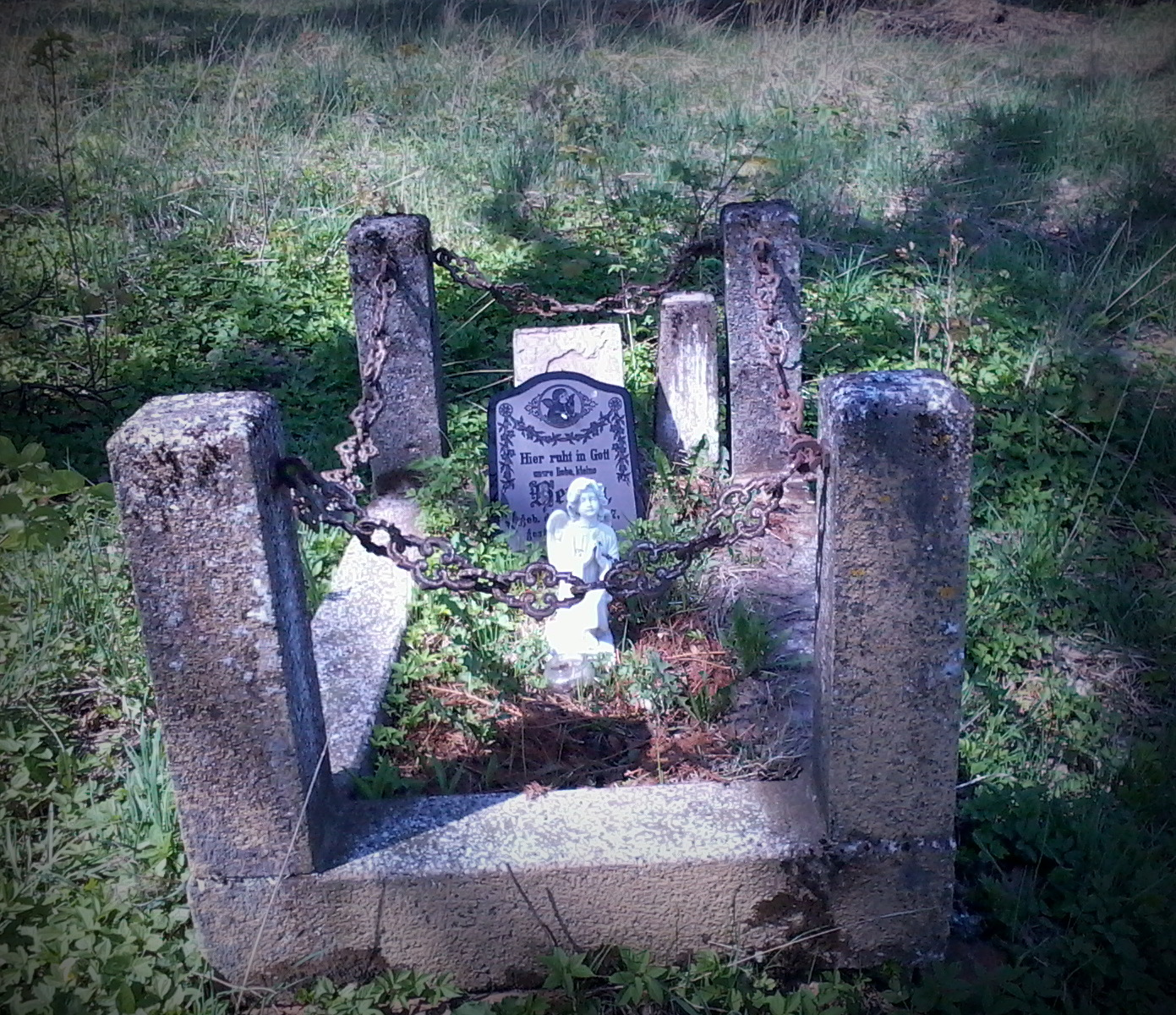
Grabstelle auf dem alten evangelischen Friedhof Groß Kirsteinsdorf in Kiersztanowo

Die Kirche Groß Kirsteinsdorf wurde bis zum 18. Jahrhundert von Groß Pötzdorf (polnisch Pacółtowo) aus betreut. Im Jahre 1896 entstand hier (wieder) eine Kirchengemeinde als Filialgemeinde zu Geierswalde (Gierzwałd), deren Pfarrer hier zuständig waren. Die Gemeinde bestand bis 1945, ihr Kirchspiel zählte 365 Gemeindeglieder im Jahre 1925, die in den Orten Groß Kirsteinsdorf (mit Vorwerk) und Klein Kirsteinsdorf (Kiersztanówko) wohnten.
Aufgrund von Flucht und Vertreibung in Kriegsfolge besteht die evangelische Gemeinde nicht mehr. Hier lebende evangelische Kirchenglieder gehören zur Kirche Olsztynek (Hohenstein) in der Pfarrei Olsztyn (Allenstein) in der Diözese Masuren der Evangelisch-Augsburgischen Kirche in Polen.

#### Römisch-katholisch
Römisch-katholische Kirchenglieder waren bis 1945 in die Kirche der Stadt Gilgenburg (polnisch Dąbrówno) im Bistum Ermland eingepfarrt. Heute ist die römisch-katholische Kirche Eigentümer der jetzt „St. Peter und Paul“ gewidmeten Kirche, die als Filialkirche von der Pfarrei Gierzwałd (Geierswalde) im Dekanat Grunwald des Erzbistums Ermland betreut wird.

## Verkehr
Kiersztanowo liegt ein wenig abseits vom Verkehrsgeschehen und ist über eine Nebenstraße von Gierzwałd (Geierswalde) ebenso wie von den Nachbarorten Pacółtowo (Groß Pötzdorf) und Kiersztanówko (Klein Kirsteinsdorf) zu erreichen. Bis 1945 war Geierswalde die nächste Bahnstation, die an der von Elbing (polnisch Elbląg) kommenden Bahnstrecke Ostróda–Olsztynek (deutsch Osterode–Hohenstein) lag.